# Багатопер
Багатопе́р (Polypterus) — рід променеперих риб родини багатоперих.
Об'єднує 10 видів, поширених в прісноводних водоймах Африки.
Тіло довжиною до 120 см, вкрите ромбоподібною ганоїдною лускою.
Плавальний міхур відіграє роль додаткового органу дихання. Розвиток з перетворенням; личинки мають зовнішні зябра.
Живляться багатопери дрібною рибою, жабами, безхребетними.
Луска багатоперів відома з верхньоеоценових відкладів Єгипту.

## Види
- Polypterus ansorgii Boulenger, 1910
- Polypterus bichir Lacépède, 1803
- Polypterus congicus Boulenger, 1898
- Polypterus delhezi Boulenger, 1899
- Polypterus endlicherii Heckel, 1847
- Polypterus mokelembembe Schliewen & Schäfer, 2006
- Polypterus ornatipinnis Boulenger, 1902
- Polypterus palmas Ayres, 1850
- Polypterus polli Gosse, 1988
- Polypterus retropinnis Vaillant, 1899
- Polypterus senegalus Cuvier, 1829
- Polypterus teugelsi Britz, 2004
- Polypterus weeksii Boulenger, 1898